# تیتوس
تیتوس فلاویوس سابینوس وسپاسیانوس (به لاتین: Titus Flavius Sabinus Vespasianus) (زاده ۳۰ دسامبر ۳۹ – مرگ ۱۳ سپتامبر ۸۱) دهمین امپراتور روم و فرزند وسپاسیانوس بود. از برجسته‌ترین دستاوردهای نظامی وی پیش از رسیدن به جایگاه امپراتوری لشکرکشی به اورشلیم در جریان شورش یهودیان و قتل عام آنان و ویران کردن معبد دوم اورشلیم بود. طاق تیتوس در شهر رم در نتیجۀ این پیروزی ساخته شد.

## شورش یهودیان
در زمان امپراتوری نرون، اهالی بریتانیا شوریدند و ارمنستان و شام به اطاعت اشکانیان درآمدند. پس نرون وسپاسیانوس را بر سر آنان فرستاد؛ او نیز همه را مغلوب ساخت. سپس یهودیان پیمان شکستند و شوریدند. نرون وسپاسیانوس را فرمود تا یهود را قتل‌عام و قدس را ویران کند. پس او عازم استان یهودیه شد، و یکسال اورشلیم و قدس را در محاصره گرفت. در این میان، خبر قتل نرون بدو رسید و دانست که گالبا را به پادشاهی برداشته‌اند. یارانش اشارت کردند که به روم بازگردد؛ رئیس یهود، که در نزد او اسیر بود، نیز او را به پادشاهی بشارت داد. پس او به‌جانب روم روان شد و پسرش تیتوس را بر حصار قدس گماشت. او قدس را گشود و مسجدش را ویران کرد و همه‌ی بناهایش را با خاک یکسان نمود. می‌گویند تیتوس حدود ششصدهزار نفرشان را کشت و در درون حصار این تعداد از گرسنگی مردند و از آنان که به اسارت گرفته بود قریب هفتادهزار نفر را فروخت و صدهزار نفرشان را به روم برد تا جوانان رومی را فن نبرد و شمشیرزنی و نیزه‌گدازی بیاموزانند. برخی می‌گویند شماره‌ی کشتگان هزارهزار تن بود و اسیران نهصدهزار تن. کسانی از گردنکشان را که در نواحی قدس بودند با اسیران روان داشتند و هر روز چند تن از آنان را نزد شیران می‌افکندند تا همه نابود شدند.